# Landschaftsschutzgebiet Eichholzer Bach / Hegerbeke
Das Landschaftsschutzgebiet Eichholzer Bach / Hegerbeke mit 33 ha Flächengröße liegt im Gemeindegebiet von Kalletal. Es wurde 1995 mit dem Landschaftsplan Nr. 4 Kalletal durch den Kreistag des Kreises Lippe erstmals als Landschaftsschutzgebiet (LSG) ausgewiesen. 2004 erfolgte die erneute Ausweisung durch den Kreistag mit dem geänderten Landschaftsplan.

## Beschreibung
Das LSG liegt bei Echternhagen. Das LSG umfasst den überwiegend naturnahen Bachlauf des Eichholzer Baches bzw. Hegerbeke von der Quelle bis fast zur Mündung in die Westerkalle. Der Bach führt nämlich ab Echternhagen den Namen Hegerbeke. Der Bach ist abschnittsweise auch stark begradigt, mäandrierend und eingetieft. Im Bachbett kommen teils Geröll und kleinere Findlinge vor. Am Bach steht streckenweise ein Bach-Erlen-Eschensaum mit stellenweisen Übergängen zum feuchten erlenreichen Eichen-Hainbuchenwald. Zwischen Eichholz und Echternhagen steht ein Buchen-Eichenwald mit Ilex-Vorkommen im LSG. Um Echternhagen befinden sich einige aufgelassene Fischteiche. Das Grünland in der Aue wird meist intensiv als Mähweide genutzt, ist aber auch teilweise brachgefallen.

## Schutzzwecke für das LSG
Laut Landschaftsplan erfolgte die Ausweisung des LSG
- „zur Erhaltung und Wiederherstellung der Leistungsfähigkeit des Naturhaushaltes in ökologisch besonders wertvoll strukturierten Bereichen mit Wasser-, Klima- und Biotopschutzfunktionen,“
- „zur Erhaltung und Wiederherstellung von Quellbereichen und naturnahen Fließgewässern, Grünland und naturnahen Waldbereichen unterschiedlicher Feuchtestufen, Feldgehölzen, Hecken und Obstwiesen,“
- „zur Erhaltung morphologisch ausgeprägter Bereiche zur Sicherung der landschaftlichen Eigenart und Vielfalt für die Erholung,“
- „zur Erhaltung wertvoller Biotopkomplexe aus Wald-Gründlandbereichen, Fließgewässern und Quellen mit wichtigen Trittstein- und Vernetzungsfunktionen,“
- „zur Erhaltung und Wiederherstellung wichtiger Rückzugsräume für die bedrohte Tier- und Pflanzenwelt,“
- „zur Sicherung der das Orts- und Landschaftsbild gliedernden und belebenden und die dörflichen Siedlungsstrukturen prägenden Freiraumelemente.“[1]

## Rechtliche Vorschriften
Im Landschaftsschutzgebiet ist unter anderem das Errichten von Bauten und das Anlegen von Fischteichen verboten.